# A magyar sakk-csapatbajnokságok végeredményei
A magyar sakk-csapatbajnokság 1948-tól kerül megrendezésre. A budapesti sakk-csapatbajnokságot már 1925-től megrendezték. A bajnokságot a Magyar Sakkszövetség írja ki és rendezi meg. A bajnokság nyílt, tehát férfiak és nők is részt vehetnek benne. Külön női csapatbajnokságot csak 1980-tól rendeztek 1992-ig.
A bajnokságokat körmérkőzéses rendszerben bonyolították le, általában 12 táblán (a nőknél 3 táblán). 1935-ig a csapatgyőzelmek alapján kapták a csapatok a pontokat, majd egy rövid átmenet után, amikor a csapatgyőzelmek és az egyéni győzelmek is számítottak, az egyéni győzelmek alapján. 2018–2019 között ismét a csapatgyőzelmek számítottak.
A legtöbb bajnoki címet az MTK (KAOSZ SE, Bp. Vörös Lobogó, Bp. Vörös Meteor, VM Egyetértés, MTK-VM) nyerte, 21-szer győztek.

## A bajnokságok végeredményei

### Budapesti bajnokság
1925
Minősítő bajnokság volt. A csapatok nem játszottak teljes körmérkőzést, csak annyit, hogy eldőljön, melyik csapatok indulnak az első osztályban.
1. Budapesti SK, 2. Budai SE, 3. Budai ST, 4. Magyar Munkás SK, 5. Angol–Magyar Bank SK, 6. Újpesti SK, 7. Charousek SK, 8. Újpesti Maróczy SK, 9. Lágymányosi SK, 10. Zuglói SK, 11. Rákospalotai MSK, 12. Budafoki Műkedvelők SK
1926
1. Budapesti SK 4½, 2. Budai ST 4½, 3. Budai SE 3, 4. Magyar Munkás SK 2, 5. Angol–Magyar Bank SK 1, 6. Újpesti SK 0 pont
1927
1. Budapesti SK 7, 2. Budai ST 6, 3. Magyar Munkás SK 3½, 4. Angol–Magyar Bank SK és Újpesti SK 3, 6. Kispesti MSK 2½, 7. Budai SE 2, 8. PTOE SK 1 pont
1928
1. Budapesti SK 6½, 2. Budai ST 6, 3. Magyar Munkás SK 4, 4. Újpesti SK 3½, 5. Zuglói SK és Angol–Magyar Bank SK 2½, 7. Ferencvárosi SK 2, 8. Kispesti MSK 1 pont
1929
1. Budapesti SK 8, 2. Budai ST 6, 3. Angol–Magyar Bank SK 6, 4. Budai SE 5, 5. Magyar Munkás SK 4, 6. Ferencvárosi SK 3, 7. Újpesti SK 3, 8. Zuglói SK 1, 9. Pesti Hírlap SK 0 pont
1930
1. Budai ST 6, 2. Budai SE 5, 3. Angol–Magyar Bank SK 5, 4. Újpesti SK 4½, 5. PTOE SK 3, 6. Magyar Munkás SK 3, 7. Ferencvárosi SK 1½, 8. MIEFHOE SK 0 pont
1930–31
1. Pesti Hírlap SK 7, 2. Budai ST 6, 3. Budai SE 4, 4. Angol–Magyar Bank SK 3, 5. Magyar Munkás SK 3, 6. Zuglói SK 3, 7. Újpesti SK 2, 8. PTOE SK 0 pont
1931–32
1. Pesti Hírlap SK 8, 2. Angol–Magyar Bank SK 8, 3. Budai ST 7, 4. Budai SE 5, 5. Ferencvárosi SK 4, 6. Pesterzsébeti SK 3½, 7. Újpesti SK 3½, 8. Rákosligeti AC 2½, 9. Magyar Munkás SK 2, 10. Zuglói SK 1½ pont
1932–33
1. Pesti Hírlap SK 7½, 2. Budai SE-Újpest (volt Budai SE és Újpesti SK) 7½, 3. Ferencvárosi SK 6, 4. Budai ST 4, 5. Pesterzsébeti SK 3½, 6. Angol–Magyar Bank SK 3, 7. Szávay SK 2, 8. Magyar Munkás SK 1½, 9. Kőbányai SK 1 pont, a Rákosligeti AC visszalépett
1933–34
1. Pesti Hírlap SK 8, 2. Budai SE-Újpest 7, 3. Angol–Magyar Bank SK 6, 4. Budai ST 4, 5. Pestszentlőrinci Törekvés 3, 6. Szávay SK 3, 7. Könyvnyomdászok SK 3, 8. Magyar Munkás SK 1½, 9. Pesterzsébeti SK ½ pont, a Ferencvárosi SK visszalépett
1934–35
1. Pesti Hírlap SK 9, 2. Budai ST 7, 3. Budai SE-Újpest 6½, 4. Angol–Magyar Bank SK 6, 5. Zuglói SK 5, 6. Pestszentlőrinci Törekvés 4½, 7. Szávay SK 3, 8. Magántisztviselők SK 2, 9. Könyvnyomdászok SK 1, 10. Magyar Munkás SK 1 pont
1935–36
1. Hangya TE 202½, 2. Pesti Hírlap SK 198½, 3. Angol–Magyar Bank SK 178, 4. Budai Kombinált (volt Budai SE és Budai ST) 149, 5. Zuglói SK 112, 6. Elektromos TE 86, 7. Szávay SK 83, 8. Pestszentlőrinci Törekvés 76½, 9. Pesterzsébeti SK 66½ pont
1936–37
1. Angol–Magyar Bank SK 105, 2. Pesti Hírlap SK 104½, 3. Hangya TE 100½, 4. Budai Kombinált 86½, 5. Szávay SK 81, 6. Zuglói SK 67½, 7. 33 FC 63, 8. Városmajor SE 59, 9. Pestszentlőrinci Törekvés 48½, 10. Elektromos TE 4½ pont
1937–38
1. Hangya TE 106, 2. Angol–Magyar Bank SK 101, 3. Pesti Hírlap SK 84½, 4. Szávay SK 75½, 5. Magyar Munkás SK 73½, 6. Zuglói SK 73, 7. Budai SE 69½, 8. Postatisztviselők SE 59, 9. Városmajor SE 45, 10. 33 FC 33 pont
1938–39
1. Hangya TE 73, 2. Angol–Magyar Bank SK 65, 3. Pesti Hírlap SK 58, 4. Szávay SK 51, 5. Terézvárosi SK 49, 6. Zuglói SK 48, 7. Budai SE 47, 8. Postatisztviselők SE 44, 9. Gázművek MTE 40, 10. Magyar Munkás SK 28 pont
1939–40
1. Hangya TE 89, 2. Pesti Hírlap SK 78½, 3. Postatisztviselők SE 71½, 4. Szávay SK 68½, 5. Zuglói SK 68, 6. Budai SE és Budai ST 62½, 8. Gázművek MTE 61, 9. Újpesti SK 60½, 10. WMTK Csepel 59, 11. Városmajor SE 57½, 12. Terézvárosi SK 52½ pont
1940–41
1. Hangya TE 66, 2. Magyar Munkás SK 63, 3. Pesti Hírlap SK 62½, 4. Budai SE és Budai ST 54, 6. Gázművek MTE és Zuglói SK 51½, 8. Postatisztviselők SE 47, 9. Szávay SK 46½, 10. BSzKRt SE 44 pont
1941–42
1. Budai SE 85½, 2. Postatisztviselők SE 76, 3. Pesti Hírlap SK 74½, 4. Terézvárosi SK 74, 5. Budai ST 72½, 6. Magyar Munkás SK 68½, 7. Zuglói SK 64, 8. Hangya TE 61½, 9. Szávay SK 59, 10. Gázművek MTE 54½, 11. Budai Törekvés 51, 12. EKASC 51 pont
1942–43
1. Hangya TE 91, 2. Pesti Hírlap SK 85½, 3. WMTK Csepel 76½, 4. Budai SE 75, 5. Postatisztviselők SE 73½, 6. Szávay SK 66½, 7. Zuglói SK 60½, 8. Budai ST 60, 9. Terézvárosi SK 57½, 10. Gázművek MTE 56½, 11. Magyar Munkás SK 56, 12. Városmajor SE 33½ pont
1943–44
1. Hangya TE 84, 2. Pesti Hírlap SK 81½, 3. Budai ST 73½, 4. Postatisztviselők SE 72, 5. MÁV Törekvés 67, 6. Budai SE 66½, 7. Chinoin SK 64, 8. WMTK Csepel 63½, 9. Abonyi SK 57½, 10. Terézvárosi SK 53½, 11. Zuglói SK 52½, 12. Szávay SK 44½ pont
1945–46
A csapatok négy csoportban játszottak, majd a négy csoportgyőztes játszott a bajnoki címért. A csoportbeli helyezések alapján indulhattak a csapatok a következő bajnokságban a különböző osztályokban.
Döntő: 1. KAOSZ SE 22½, 2. Ferencvárosi Barátság 21, 3. Magyar Munkás SK 15½, 4. Chinoin SK 13 pont
Észak: 1. Chinoin-gyár 74, 2. Tungsram-gyár 69½, 3. Testvériség SE 67½, 4. V. ker. Szabadság SK 66½, 5. Pesti Hírlap ASK 62½, 6. Újpesti MSK 58½, 7. Elzett-gyár SK 54½, 8. Széchenyi kör 49, 9. Svéd és Tsa SK 21½, 10. Egressy kör 16½ pont
Északkelet: 1. KAOSZ 88½, 2. Diachemia-Városmajor SE 86, 3. Zuglói SK 81½, 4. BRE 63, 5. Postások Szakszervezete 53½, 6. Béke SK 45½, 7. Újpesti MSK II. 35, 8. MÁVAG SK II. 34, 9. Emergé-gyár 28, 10. Bőrösök SK II. 25 pont
Délkelet: 1. Magyar Munkás SK 77½, 2. MÁVAG SK 76, 3. MÁV Törekvés 75½, 4. Közlekedési alkalmazottak Szakszervezete Előre 63, 5. Bőrösök Szakszervezete és Ferencvárosi Barátság II. 54, 7. Zuglói SK II. 45½, 8. Bp. Vasas Szakszervezet 36½, 9. Vendéglátók Szakszervezete 34½, 10. Dr. Wander-gyár SK 23½ pont
Dél: 1. Ferencvárosi Barátság 86½, 2. Csepeli MSK 70½, 3. Közalkalmazottak Szakszervezete 69, 4. Pestszentlőrinci Akarat 62, 5. Kispesti Vasas 51, 6. Kispesti Törekvés 49½, 7. Szabók Szakszervezete 46½, 8. Pesterzsébeti MSK 41½, 9. MÁV Törekvés II. 35, 10. Kistext SE 28½ pont
1946–47
1. KAOSZ SE 108, 2. Magyar Munkás SK 98, 3. Közalkalmazottak Szakszervezete 84, 4. Zuglói SK 82½, 5. MÁV Törekvés 82½, 6. Chinoin SK 68, 7. Bp. Szabadság 67½, 8. Diachemia 62, 9. Testvériség SE 60½, 10. Ferencvárosi Barátság-Hangya 59½, 11. MÁVAG 57½, 12. Csepeli MSK 57, 13. Tungsram-gyár 48½ pont
1947–48
1. KAOSZ SE 138, 2. Magánalkalmazottak Szakszervezete 130½, 3. Közalkalmazottak Szakszervezete 126½, 4. Chinoin SK és Magyar Munkás SK 112½, 6. Kispesti Vasas és Zuglói SK 109, 8. Széchenyi-fürdő SK 108½, 9. MÁV Törekvés 101, 10. Testvériség SE 93, 11. Tatabányai SC 88½, 12. MÁVAG 84½, 13. Bp. Szabadság 82½, 14. MOSZK 60 pont

### Országos bajnokság
1948–49
Külön rendezték a budapesti és a vidéki bajnokságot, és a két győztes játszott az országos bajnoki címért.
Döntő: Diósgyőri Botvinnik SK–Magánalkalmazottak SE 8:6
Budapest: 1. Magánalkalmazottak Szakszervezete 145, 2. Kereskedelmi alkalmazottak Szakszervezete 141, 3. Közalkalmazottak Szakszervezete 137½, 4. Chinoin-gyár 113, 5. Vasutasok Szakszervezete 104½, 6. Magyar Munkás SK 103, 7. Elzett-gyár 101½, 8. Széchenyi-fürdő SK 100, 9. Vasasok Szakszervezete 97, 10. III. ker. Törekvés 94, 11. Tatabányai SC 94, 12. Közlekedési alkalmazottak Szakszervezete 89, 13. Kispesti Vasas 81½, 14. MÁVAG 53½ pont
1949–50
Egységes országos bajnokság volt, a budapesti és vidéki csapatok együtt játszottak.
1. KAOSZ SE 126½, 2. Magánalkalmazottak SE 110, 3. BSE 104, 4. Közalkalmazottak SE 99½, 5. Bp. Lokomotív 97½, 6. Diósgyőri Vasas (volt Diósgyőri Botvinnik SK) 94, 7. Bp. Vasas 93½, 8. Chinoin SK 92, 9. Magyar Munkás SK 84½, 10. Győri Vasutas 82½, 11. Pesterzsébeti Vasas 80, 12. Dohánygyári Lendület 80, 13. Újpesti TE 80, 14. Tatabányai Tárna (volt Tatabányai SC) 74½, 15. Előre SE 73, 16. Elzett SK 68½ pont
1950
A csapatok két csoportban játszottak, majd az első helyezettek játszottak a bajnoki címért, a másodikok a 3. helyért.
Döntő: Bp. Vörös Meteor–Bp. Vasas 7:5 és 8½:3½, 3. helyért: Bp. Építők–Chinoin SK 6½:5½ és 6½:5½ 
A csoport: 1. Bp. Vörös Meteor (volt KAOSZ SE és Magánalkalmazottak SE) 58½, 2. Bp. Építők 57½, 3. Diósgyőri Vasas 46, 4. Bp. Lokomotív 44, 5. Bp. Postás 37, 6. Pesterzsébeti Vasas 36, 7. Csepeli Vasas 29½, 8. Tungsram SK 27½ pont
B csoport: 1. Bp. Vasas 52, 2. Chinoin SK 45½, 3. Kistext SE 44, 4. BSE 42½, 5. Közalkalmazottak SE 42, 6. ÉDOSZ SE (volt Dohánygyári Lendület) 37½, 7. Győri Vasutas 37, 8. Tipográfia TE 35½ pont
1951
A bajnokságot átszervezték, a csapatok budapesti és vidéki csoportokban játszottak, majd a legjobbak az országos döntőben játszhattak a bajnoki címért.
Országos döntő: 1. Bp. Vörös Meteor 35½, 2. Bp.Vasas 33½, 3. Bp.Építők 32½, 4. Diósgyőri Vasas 32½, 5. Bp. Lokomotív 25, 6. Tatabányai Bányász (volt Tatabányai Tárna) 20 pont
Budapesti csoport: 1. Bp. Vörös Meteor 87½, 2. Bp. Építők 84, 3. Bp. Vasas 72½, 4. Bp. Lokomotív 70, 5. Pesterzsébeti Vasas 68½, 6. Bp. Petőfi VTSK (volt BSE) 65½, 7. VL Kistext (volt Kistext SE) 63½, 8. Bp. Postás 60, 9. Bp. Kinizsi (volt ÉDOSZ SE) 57½, 10. Csepeli Vasas 56½, 11. Szikra Chinoin 54½, 12. Bp. Petőfi (volt Közalkalmazottak SE) 52 pont
1952
Ebben az évben az országos döntőben szakszervezeti csapatok indultak.
Országos döntő: 1. SZOT I., 2. SZOT II., 3. SZOT III., 4. Honvéd SE, 5. Haladás SE, 6. Dózsa SE, 7. Munkaerőtartalékok SE
Az országos döntőben a csapatok két csoportban játszottak, majd az azonos helyen végzettek játszottak egymással a végső helyezésekért:
1. helyért: SZOT I.–SZOT II. 8:4, 3. helyért: SZOT III.–Honvéd SE 10:2, 5. helyért: Haladás SE–Dózsa SE 8:2
SZOT szakmaközi bajnokság: 1. Vasas 109, 2. Vörös Meteor 99, 3. Építők 97, 4. Szikra 88, 5. Petőfi 83½, 6. Lokomotív 76½, 7. Kinizsi 73, 8. Bányász 62½, 9. Vörös Lobogó 62, 10. Előre 61½, 11. Postás 51½, 12. Lendület 47½, 13. Fáklya 25 pont
Budapesti csoport: 1. Bp. Vörös Meteor 87, 2. Bp. Építők 86½, 3. Bp. Petőfi VTSK 80, 4. Bp. Szikra 74½, 5. Bp. Kinizsi 70½, 6. Bp. Lokomotív 65, 7. Vasas Láng-gépgyár 62½, 8. Vasas Izzó 60, 9. Bp. Vasas 59, 10. Bp. Postás 56, 11. VL Kistext 53½, 12. Vasas Elzett 37½ pont
1953
Országos döntő: 1. Budapest I. (Bp. Vörös Meteor) 40½, 2. Budapest III. (Bp. Szikra) 31½, 3. Budapest II. (Bp. Vasas) 28½, 4. Budapest IV. (Bp. Petőfi VTSK) 28, 5. Budapest V. (Bp. Lokomotív) 27, 6. Borsod megye 24½ pont
Budapesti csoport: 1. Bp. Vörös Meteor 106, 2. Bp. Vasas 95, 3. Bp. Szikra 89½, 4. Bp. Petőfi VTSK 89, 5. Bp. Lokomotív 87½, 6. Bp. Kinizsi 82, 7. Bp. Építők 81, 8. Bp. Fáklya 75, 9. Bp. Honvéd 72, 10. Vasas Láng-gépgyár 68½, 11. Bp. Előre 63½, 12. VL Kistext 63½, 13. Bp. Postás 63, 14. Vasas Izzó 53½ pont
1954
Országos döntő: 1. Bp. Vörös Meteor 42, 2. Bp. Vasas 32½, 3. Borsod megye 29½, 4. Bp. Petőfi VTSK 26½, 5. Bp. Szikra 25, 6. Bp. Gyárépítők 24½ pont
Budapesti csoport: 1. Bp. Vörös Meteor 99, 2. Bp. Vasas 89, 3. Bp. Petőfi VTSK 86, 4. Bp. Szikra 81, 5. Bp. Gyárépítők 81, 6. Haladás Közgazdasági Egyetem 79, 7. Bp. Spartacus 76½, 8. Bp. Építők 69, 9. Bp. Kinizsi 67½, 10. Bp. Lokomotív 67, 11. Vasas Láng-gépgyár 55½, 12. Bp. Fáklya 52, 13. Vasas Alumínium-gyár 31½ pont, a Bp. Honvéd visszalépett
1955
Országos döntő: 1. Budapest II. (Bp. Vörös Lobogó) 19½, 2. Budapest I. (Bp. Vörös Meteor) 16, 3. Borsod megye 15½, 4. Baranya megye 9 pont
Budapesti csoport: 1. Bp. Vörös Meteor 112½, 2. Bp. Vörös Lobogó 101½, 3. Bp. Vasas 99, 4. Bp. Szikra 91½, 5. Bp. Petőfi VTSK 88½, 6. Bp. Törekvés (volt Bp. Lokomotív) 78, 7. Bp. Kinizsi 75½, 8. Haladás Közgazdasági Egyetem 75½, 9. Bp. Építők 72, 10. Bp. Spartacus 70½, 11. Bp. Gyárépítők 65, 12. Bp. Előre 58½, 13. Bp. Postás 54½, 14. Csepeli Vasas 49½ pont
1956
Országos döntő: 1. Bp. Vörös Meteor 20½, 2. Bp. Vörös Lobogó 16½, 3. Hajdú megye 13½, 4. Borsod megye 9½ pont
Budapesti csoport: 1. Bp. Vörös Meteor 116½, 2. Bp. Vörös Lobogó 102, 3. Bp. Bástya VTSK (volt Bp. Petőfi VTSK) 100½, 4. Bp. Szikra 87, 5. Haladás TTK 85, 6. Törekvés Utasellátó 81, 7. Bp. Gyárépítők 79½, 8. Bp. Kinizsi 77, 9. Bp. Spartacus 70, 10. Bp. Vasas 66½, 11. Bástya Pedagógus 63½, 12. Vasas Láng-gépgyár 59, 13. Törekvés Postás 53½, 14. Törekvés FVV 49 pont
1957
Ettől az évtől ismét országos bajnokságot rendezek. Utazási nehézségek miatt ebben az évben a budapesti csapatok két csoportban játszottak, majd a két csoportgyőztes a két vidéki csapattal játszott a döntőben.
Döntő: 1. Bp. Vörös Meteor 24½, 2. BVSC 17½, 3. Diósgyőri VTK (volt Diósgyőri Vasas) 16, 4. Hajdú megye 14 pont
A csoport: 1. Bp. Vörös Meteor 35½, 2. BEAC (volt Haladás TTK) 33½, 3. Bp. VTSK (volt Bp. Bástya VTSK) 24½, 4. Vasas SC (volt Bp. Vasas) 12½, 5. Ferencvárosi TC (volt Bp. Kinizsi) 11 pont
B csoport: 1. BVSC (volt Bp. Törekvés) 26½, 2. Bp. Gyárépítők 26½, 3. MTK (volt Bp. Vörös Lobogó) 26, 4. Tipográfia TE (volt Bp. Szikra) 24, 5. Bp. Spartacus 17 pont
1957–58
1. Bp. Vörös Meteor 109, 2. MTK 106, 3. Bp. Spartacus 91½, 4. BEAC 87, 5. Bp. VTSK 83½, 6. Diósgyőri VTK 81½, 7. Bp. Építők 76, 8. Tipográfia TE 71½, 9. BVSC 70, 10. Szegedi VSE 68½, 11. Ferencvárosi TC 68½, 12. Debreceni Vörös Meteor 65, 13. Csepel SC (volt Csepeli Vasas) 61½, 14. Vasas SC 52½ pont
1958–59
1. Bp. Vörös Meteor 107½, 2. Bp. Spartacus 95½, 3. Tipográfia TE 91, 4. BEAC 89, 5. MTK 87½, 6. Bp. VTSK 86½, 7. Diósgyőri VTK 82, 8. Debreceni Vörös Meteor 79½, 9. Miskolci MTE 66, 10. Ferencvárosi TC 65, 11. BVSC 62½, 12. Gyapjúfonó 62½, 13. Bp. Építők 60, 14. Szegedi VSE 57½ pont
1959–60
1. Bp. Vörös Meteor 111, 2. Bp. Spartacus 106, 3. Tipográfia TE 96½, 4. MTK 91, 5. BEAC 81½, 6. Diósgyőri VTK 77 (2 pont levonva), 7. Bp. VTSK 74½, 8. Ferencvárosi TC 72, 9. Debreceni Vörös Meteor 70½, 10. Csepel SC 70½, 11. Gyapjúfonó 69½, 12. Pécs Mecseki Kinizsi 58½, 13. BVSC 58, 14. Miskolci MTE 41½ pont
1960–61
1. Bp. Vörös Meteor 118½, 2. Bp. Spartacus 114, 3. Tipográfia TE 100, 4. Pénzintézet 77, 5. MTK 75½, 6. Diósgyőri VTK 74, 7. Csepel SC 73½, 8. Ferencvárosi TC 70½, 9. BEAC 69, 10. Debreceni Vörös Meteor 66½, 11. Bp. VTSK 65, 12. Gyapjúfonó 64½, 13. Pécsi Kinizsi 63, 14. Szegedi VSE 61 pont
1961–62
1. Bp. Vörös Meteor 106½, 2. Bp. Spartacus 105½, 3. Tipográfia TE 92, 4. Diósgyőri VTK 85½, 5. BEAC 78½, 6. MTK 75, 7. Gyapjúfonó 73½, 8. Bp. VTSK 73½, 9. Pénzintézet 73½, 10. Bp. Postás 70, 11. Debreceni Vörös Meteor 70, 12. Ferencvárosi TC 68½, 13. Csepel SC 62½, 14. FŐSPED Szállítók SE 57½ pont
1962–63
1. Bp. Vörös Meteor 118½, 2. Bp. Spartacus 90, 3. MTK 90, 4. Pénzintézet 87, 5. Tipográfia TE 86½, 6. BEAC 81, 7. Diósgyőri VTK 78½, 8. Gyapjúfonó 77, 9. Debreceni Vörös Meteor 75, 10. Bp. Petőfi 69, 11. Ferencvárosi TC 67, 12. EMG SK 62½, 13. Bp. Postás 56, 14. Bp. VTSK 54 pont
1963–64
1. Bp. Vörös Meteor 106, 2. MTK 104, 3. Bp. Spartacus 103, 4. Diósgyőri VTK 94½, 5. BEAC 91½, 6. Tipográfia TE 82, 7. Debreceni Vörös Meteor 77, 8. Gyapjúfonó 77, 9. OTP SK (volt Pénzintézet) 77, 10. Ferencvárosi TC 66½, 11. Angyalföldi SI 59½, 12. Vasas SC 58½, 13. Bp. Petőfi 53½, 14. EMG SK 42 pont
1964–65
1. Bp. Spartacus 101½, 2. Bp. Vörös Meteor 98, 3. MTK 97½, 4. Bp. Honvéd 85½, 5. Tipográfia TE 82½, 6. Gyapjúfonó 81½, 7. OTP SK 79, 8. BEAC 77, 9. Vasas SC 74, 10. Diósgyőri VTK 71½, 11. Nyugati Vasutas 70, 12. Debreceni Vörös Meteor 64, 13. Bp. Petőfi 58½, 14. Ferencvárosi TC 51½ pont
1965–66
1. Bp. Vörös Meteor 110½, 2. Bp. Spartacus 102½, 3. Bp. Honvéd 100, 4. MTK 88½, 5. BEAC 81, 6. OTP SK 80½, 7. Tipográfia TE 78½, 8. Vasas SC 77½, 9. Diósgyőri VTK 73½, 10. Debreceni Vörös Meteor 71, 11. Gyapjúfonó 65, 12. Debreceni EAC 62, 13. Nyugati Vasutas 54½, 14. Bp. Pedagógus 47 pont
1967
1. MTK 108, 2. Bp. Vörös Meteor 104, 3. Bp. Honvéd 97, 4. Bp. Spartacus 93½, 5. Diósgyőri VTK 81½, 6. BEAC 79, 7. Bp. Petőfi 78, 8. Tipográfia TE 75, 9. Gyapjúfonó 71½, 10. Vasas SC 70½, 11. Debreceni Vörös Meteor 64½, 12. OTP SK 64½, 13. Bp. VTSK 53, 14. Debreceni EAC 52 pont
1968
1. Bp. Vörös Meteor 102, 2. Bp. Honvéd 102, 3. MTK 100½, 4. Bp. Spartacus 98, 5. BEAC 81, 6. Gyapjúfonó 78, 7. Tipográfia TE 74, 8. Diósgyőri VTK 73, 9. Vasas SC 72½, 10. FŐSPED Szállítók SE 68, 11. Bp. Petőfi 67, 12. Debreceni Vörös Meteor 65½, 13. OTP SK 59, 14. Nyugati Vasutas 51½ pont
1969
1. Bp. Honvéd 130, 2. Bp. Spartacus 116, 3. MTK 114½, 4. Bp. Vörös Meteor 112, 5. Ferencvárosi TC 99½, 6. BEAC 96½, 7. FŐSPED Szállítók SE 90, 8. Vasas SC 79½, 9. Tipográfia TE 77½, 10. Debreceni Spartacus 74½, 11. Diósgyőri VTK 73, 12. Bp. Petőfi 72, 13. OTP SK 72, 14. Kecskeméti Építők 67 pont
1970
1. Bp. Honvéd 127½, 2. Bp. Spartacus 125½, 3. MTK 110½, 4. Bp. Vörös Meteor 105, 5. Nyugati Vasutas 96½, 6. Tűzoltó Dózsa 89½, 7. Ferencvárosi TC 81, 8. Debreceni Spartacus 80½, 9. Tipográfia TE 80½, 10. BEAC 79½, 11. FŐSPED Szállítók SE 78½, 12. Vasas SC 75, 13. BSE (volt Bp. Petőfi és Bp. VTSK) 75, 14. Diósgyőri VTK 69½ pont
1971
1. Bp. Honvéd 121, 2. VM Egyetértés (volt Bp. Vörös Meteor) 116, 3. Bp. Spartacus 112½, 4. MTK 101, 5. BVSC 100, 6. FŐSPED Szállítók SE 91½, 7. Tűzoltó Dózsa 91½, 8. BEAC 89½, 9. Ferencvárosi TC 86½, 10. Tipográfia TE 86, 11. Pécsi Ércbányász 83½, 12. Debreceni Spartacus 73, 13. Szegedi VSE 67, 14. Vasas SC 56 pont
1972
1. Bp. Honvéd 124½, 2. BVSC 113½, 3. Bp. Spartacus 113½, 4. VM Egyetértés 104, 5. MTK 100½, 6. BEAC 93½, 7. FŐSPED Szállítók SE 82½, 8. Debreceni Spartacus 82, 9. Pécsi Ércbányász 80, 10. Tipográfia TE 80, 11. Zalaegerszegi TE 77½, 12. Diósgyőri VTK 76, 13. Tűzoltó Dózsa 73½, 14. Ferencvárosi TC 73 pont
1973
1. Bp. Spartacus 118, 2. Bp. Honvéd 116½, 3. BVSC 109, 4. MTK 101½, 5. KGM Vasas 95, 6. VM Egyetértés 94½, 7. Tipográfia TE 84, 8. BEAC 82, 9. Pécsi MSC (volt Pécsi Ércbányász) 81½, 10. FŐSPED Szállítók SE 78, 11. Zalaegerszegi TE 76½, 12. Debreceni Spartacus 74, 13. XIII. ker. Petőfi 65, 14. Diósgyőri VTK 50½ pont
1974
1. Bp. Spartacus 124, 2. BVSC 110½, 3. VM Egyetértés 107½, 4. Bp. Honvéd 106½, 5. KGM Vasas 100½, 6. Tipográfia TE 94, 7. MTK 92½, 8. Pécsi MSC 85, 9. FŐSPED Szállítók SE 84½, 10. BEAC 76½, 11. Zalaegerszegi TE 76, 12. Tűzoltó Dózsa 73, 13. Debreceni Spartacus 72½, 14. Ferencvárosi TC 71 pont
1975
1. MTK-VM (volt MTK és VM Egyetértés) 127½, 2. Bp. Spartacus 121, 3. KGM Vasas 113, 4. BVSC 107½, 5. Bp. Honvéd 103, 6. Tipográfia TE 102½, 7. BEAC 87½, 8. Zalaegerszegi TE 82½, 9. Honvéd Mereszjev SE 76, 10. Pécsi MSC 74, 11. Volán SC 72½, 12. FŐSPED Szállítók SE 71½, 13. Ferencvárosi TC 68, 14. Debreceni Spartacus 67½ pont
1976
1. MTK-VM 119½, 2. KGM Vasas 113, 3. Bp. Spartacus 111½, 4. BVSC 101½, 5. Bp. Honvéd 101½, 6. Tipográfia TE 94½, 7. Pécsi MSC 91, 8. Volán SC 88, 9. Honvéd Mereszjev SE 85, 10. Zalaegerszegi TE 82½, 11. BEAC 79½, 12. FŐSPED Szállítók SE 78, 13. Vasas SC 73, 14. Debreceni EAC 55½ pont
1977
1. Bp. Spartacus 126, 2. MTK-VM 116, 3. KGM Vasas 109, 4. BVSC 108, 5. Bp. Honvéd 107½, 6. Volán SC 98, 7. Zalaegerszegi TE 87½, 8. BEAC 84, 9. Tipográfia TE 83½, 10. Honvéd Mereszjev SE 80, 11. Vasas SC 74½, 12. Pécsi MSC 74, 13. Ferencvárosi TC 64, 14. Debreceni Spartacus 62 pont
1978
1. Bp. Spartacus 128, 2. BVSC 115, 3. MTK-VM 114½, 4. KGM Vasas 108, 5. Volán SC 95, 6. Honvéd Mereszjev SE 91, 7. Bp. Honvéd 91, 8. Vasas SC 81, 9. Zalaegerszegi TE 79, 10. Pécsi MSC 77½, 11. BÁCSÉP SC 76½, 12. Miskolci MEDIKOR 75, 13. BEAC 75, 14. Tipográfia TE 71 pont
1979
1. MTK-VM 118½, 2. Bp. Spartacus 110½, 3. Bp. Honvéd 102, 4. BVSC 98, 5. Volán SC 92½, 6. KGM Vasas 92, 7. Statisztika PSC 91½, 8. BÁCSÉP SC 88, 9. Honvéd Mereszjev SE 88, 10. Miskolci MEDIKOR 85, 11. Zalaegerszegi TE 84, 12. Vasas SC 79, 13. Debreceni EAC 73, 14. Pécsi MSC 72 pont
1980
1. Bp. Spartacus 123½, 2. MTK-VM 116, 3. Bp. Honvéd 109, 4. BVSC 97 (1 pont levonva), 5. BÁCSÉP SC 95 (2 pont levonva), 6. Statisztika PSC 93, 7. Volán SC 91½, 8. Tipográfia TE 90½, 9. Vasas SC 87, 10. Honvéd Mereszjev SE 83½, 11. Zalaegerszegi TE 83½, 12. KGM Vasas 76, 13. BEAC 72, 14. Miskolci MEDIKOR 53½ pont
1981
1. Bp. Honvéd 118½, 2. MTK-VM 116½, 3. Bp. Spartacus 113, 4. Volán SC 96, 5. Statisztika PSC 93, 6. BÁCSÉP SC 89, 7. Zalaegerszegi TE 87, 8. KGM Vasas 86½, 9. Honvéd Mereszjev SE 86½, 10. Debreceni USE (volt Debreceni EAC) 84½, 11. Tipográfia TE 83½, 12. Pécsi MSC 79½, 13. Törekvés SE 78½, 14. Vasas SC 60 pont
1982
1. Bp. Honvéd 124, 2. MTK-VM 118, 3. Bp. Spartacus 115, 4. Volán SC 107, 5. Bp. Vasas Izzó 101, 6. DUTÉP SC (volt BÁCSÉP SC) 96, 7. Vasas SC 88½, 8. Tipográfia TE 86½, 9. Zalaegerszegi TE 85, 10. Honvéd Mereszjev SE 78, 11. Statisztika PSC 77½, 12. Pécsi MSC 75, 13. Debreceni USE 63, 14. Miskolci MEDIKOR 59½ pont
1983
1. Bp. Spartacus 118, 2. Volán SC 115½, 3. Bp. Honvéd 108½, 4. MTK-VM 107½, 5. DUTÉP SC 99, 6. Statisztika PSC 97, 7. Zalaegerszegi TE 89½, 8. Honvéd Mereszjev SE 89, 9. Tungsram SC (volt Bp. Vasas Izzó) 86, 10. Tipográfia TE 83½, 11. Pécsi MSC 80, 12. Vasas SC 79½, 13. Törekvés SE 61, 14. Vasútépítő Törekvés 60 pont
1984
1. MTK-VM 115, 2. Volán SC 113½, 3. Bp. Honvéd 112, 4. Bp. Spartacus 111½, 5. DUTÉP SC 106½, 6. Vasas SC 102, 7. Szolnoki Mezőgép SE 90, 8. Statisztika PSC 87, 9. Honvéd Mereszjev SE 82, 10. Zalaegerszegi TE 81½, 11. Tipográfia TE 80, 12. Pécsi MSC 75½, 13. Debreceni USE 63½, 14. Tungsram SC 54 pont
1985
1. Bp. Spartacus 113½, 2. Volán SC 112½, 3. MTK-VM 112, 4. Bp. Honvéd 108½, 5. Vasas SC 95½, 6. DUTÉP SC 90½, 7. Statisztika PSC 90½, 8. Tipográfia TE 88½, 9. Szolnoki Mezőgép SE 86½, 10. Honvéd Mereszjev SE 78½, 11. Törekvés SE 78, 12. Zalaegerszegi TE 77½, 13. Vasútépítő Törekvés 71, 14. Pécsi MSC 70½ pont
1986
1. Bp. Spartacus 115½, 2. Bp. Honvéd 114, 3. DUTÉP SC 114, 4. MTK-VM 104½, 5. Volán SC 101½, 6. Statisztika PSC 96, 7. Vasas SC 88, 8. Honvéd Mereszjev SE 85½, 9. Zalaegerszegi TE 82, 10. Tipográfia TE 81, 11. Törekvés SE 79, 12. Postás SE 78, 13. Szolnoki Mezőgép SE 77½, 14. Utasellátó SC 57½ pont
1987
1. Bp. Honvéd 127, 2. MTK-VM 118½, 3. Bp. Spartacus 108, 4. DUTÉP SC 107, 5. Statisztika PSC 94, 6. Vasas SC 90, 7. Szolnoki Mezőgép SE 88½, 8. Honvéd Mereszjev SE 83½, 9. Törekvés SE 83, 10. Tipográfia TE 82½, 11. Debreceni USE 78, 12. Csuti SK Zalaegerszeg (volt Zalaegerszegi TE) 74½, 13. Postás SE 70, 14. Pécsi MSC 69½ pont
1988
1. Bp. Honvéd 124½, 2. MTK-VM 123, 3. DUTÉP SC 120½, 4. Bp. Spartacus 105, 5. Törekvés SE 90½, 6. Szolnoki Mezőgép SE 89, 7. Statisztika PSC 85, 8. Vasas SC 84½, 9. Csuti SK Zalaegerszeg 83½, 10. Borsodtávhő SC 83, 11. Debreceni USE 81½, 12. Tipográfia TE 77½, 13. Honvéd Mereszjev SE 73, 14. BEAC 57½ pont
1989
1. Bp. Honvéd 119, 2. MTK-VM 116, 3. DUTÉP SC 113½, 4. Törekvés SE 110, 5. Bp. Spartacus 97, 6. Szolnoki Mezőgép SE 91½, 7. Borsodtávhő SC 87½, 8. Statisztika PSC 87, 9. Csuti SK Zalaegerszeg 80½, 10. Debreceni VSC 78½, 11. Pécsi MSC 78, 12. Postás SE 76, 13. Kolacskovszky SE Eger 74½, 14. Vasas SC 65 pont
1990
1. Honvéd Aurora SE (volt Bp. Honvéd) 127½, 2. Bp. Spartacus 123½, 3. MTK-VM 111, 4. Törekvés SE 110, 5. DUTÉP SC 109, 6. Borsodtávhő SC 97, 7. Csuti SK Zalaegerszeg 92½, 8. Statisztika PSC 92, 9. Barnevál SE Debrecen (volt Debreceni USE) 85, 10. Postás SE 82, 11. Tapolcai Honvéd (volt Honvéd Mereszjev SE) 74, 12. Pécsi SC (volt Pécsi MSC) 68, 13. BEAC 53½, 14. MAFC 49 pont
1991
Félidényes bajnokság volt.
Alapszakasz
I. csoport: 1. Statisztika PSC 25, 2. MTK-VM 23½, 3. Postás SE 20, 4. Nagykanizsai Tungsram 15½ pont
II. csoport: 1. Honvéd Aurora SE 32, 2. Barnevál SE Debrecen 19, 3. MAFC 16½, 4. Kolacskovszky SE Eger 16½ pont
III. csoport: 1. Törekvés SE 20½, 2. Csuti SK Zalaegerszeg 19½, 3. Tapolcai Honvéd 3 pont, a Bp. Spartacus visszalépett
IV. csoport: 1. DUTÉP SC 28½, 2. Borsodtávhő SC 27, 3. Vasas SC 17, 4. BEAC 11½ pont
Rájátszás
1–4. helyért: 1. Honvéd Aurora SE 28½, 2. DUTÉP SC 20, 3. Statisztika PSC 18, 4. Törekvés SE 17½ pont
5–8. helyért: 5. Borsodtávhő SC 27, 6. Csuti SK Zalaegerszeg 19½, 7. MTK (volt MTK-VM) 19, 8. Barnevál SE Debrecen 18½ pont
9–12. helyért: 9. Postás SE 26½, 10. Tapolcai Honvéd 20½, 11. Vasas SC 19½, 12. MAFC 17½ pont
13–15. helyért: 13. Nagykanizsai Tungsram 9, 14. BEAC 8½, 15. Kolacskovszky SE Eger 5½ pont
1991–92
1. Honvéd Aurora SE 127½, 2. Borsodtávhő SC 107½, 3. Törekvés SE 104, 4. Statisztika PSC 100, 5. DUTÉP SC 99½, 6. Csuti SK Zalaegerszeg 99, 7. Debreceni SE 98, 8. MTK 94½, 9. Nagykanizsai Tungsram 85, 10. Pécsi SE 80½, 11. Vasas SC 78, 12. Tapolcai Honvéd 72, 13. Postás SE 69, 14. Kolacskovszky SE Eger 59½ pont
1992–93
1. Honvéd Aurora SE 125, 2. MTK 120½, 3. Csuti SK Zalaegerszeg 111, 4. DUTÉP SC 107½, 5. Törekvés SE 102½, 6. Miskolci SE (volt Borsodtávhő SC) 102, 7. Nagykanizsai Tungsram 97, 8. Statisztika PSC 93½, 9. Vasas SC 84, 10. Mat(t)ador SC 71½, 11. BEAC 71, 12. Pécsi SE 65, 13. Debreceni SE 64½, 14. Makói Spartacus 59 pont
1993–94
1. Honvéd Aurora SE 97½, 2. MTK 93½, 3. Miskolci SE 89½, 4. Csuti SK Zalaegerszeg 87½, 5. Statisztika PSC 85½, 6. DUTÉP SC 84, 7. Törekvés SE 81, 8. Nagykanizsai Tungsram 80½, 9. BEAC 79½, 10. Gázláng SE Hajdúszoboszló 74½, 11. Vasas SC 66, 12. Mat(t)ador SC 58½, 13. HMÖ SE Eger 58½, 14. Debreceni SE 56 pont
1994–95
1. Honvéd Aurora SE 103½, 2. Csuti SK Zalaegerszeg 92, 3. MTK 90½, 4. DUTÉP SC 85½, 5. Miskolci SSC (volt Miskolci SE) 83½, 6. Statisztika PSC 82, 7. Postás SE 76½, 8. Nagykanizsai Tungsram 74½, 9. Mat(t)ador SC 73, 10. Haladás VSE 72, 11. Vasas SC 72, 12. Törekvés SE 69, 13. Gázláng SE Hajdúszoboszló 65, 14. BEAC 53 pont
1995–96
1. Miskolci SSC 100½, 2. MTK 100, 3. Honvéd Aurora SE 99½, 4. Csuti SK Zalaegerszeg 86½, 5. DUTÉP SC 82, 6. KHSE Balatonalmádi 82, 7. Postás SE 81½, 8. Nagykanizsai Tungsram 78½, 9. Statisztika PSC 76, 10. Haladás VSE 74, 11. Vasas SC 64½, 12. Törekvés SE 58½, 13. Mat(t)ador SC 58, 14. Ajkai Bányász 49½ pont
1996–97
Alapszakasz: 1. Miskolci SSC 118½, 2. Elektromos SE 113½, 3. MTK 111½, 4. Honvéd Aurora SE 106½, 5. Nagykanizsai Tungsram 101½, 6. Csuti SK Zalaegerszeg 101½, 7. Postás SE 100, 8. Statisztika PSC 91, 9. Haladás VSE 84½, 10. KHSE Balatonalmádi 84½, 11. Gázláng SE Hajdúszoboszló 78½, 12. Ajkai Bányász 75½, 13. Mat(t)ador SC 73½, 14. Vasas SC 67½, 15. Törekvés SE 67, 16. DUTÉP SC 63 pont
Rájátszás
Elődöntő: Miskolci SSC–Honvéd Aurora SE 5½:6½ és Elektromos SE–MTK 6½:5½
3. helyért: Miskolci SSC–MTK 5½:6½
Döntő: Elektromos SE–Honvéd Aurora SE 2½:9½ 
1997–98
Alapszakasz
Keleti csoport: 1. Honvéd Aurora SE 57½, 2. Miskolci SSC 51, 3. Postás-Matáv SE 45, 4. Gázláng SE Hajdúszoboszló 42, 5. Csabai Konzerv SE 40½, 6. Sárospataki Elektromos 40, 7. Statisztika PSC 33½, 8. Mat(t)ador SC 26½ pont
Nyugati csoport: 1. Elektromos SE 50, 2. Nagykanizsai Tungsram 49½, 3. Csuti SK Zalaegerszeg 48, 4. Atomerőmű SE 46, 5. Haladás VSE 41½, 6. MTK 37, 7. KHSE Balatonalmádi 36, 8. Ajkai Bányász 28 pont
Rájátszás
1–8. helyért: 1. Honvéd Aurora SE 84½, 2. Miskolci SSC 80½, 3. Elektromos SE 77½, 4. Csuti SK Zalaegerszeg 77½, 5. Nagykanizsai Tungsram 75½, 6. Atomerőmű SE 68½, 7. Postás-Matáv SE 66, 8. Gázláng SE Hajdúszoboszló 46 pont
9–16. helyért: 9. Csabai Konzerv SE 71, 10. Sárospataki Elektromos 68½, 11. Haladás VSE 67, 12. Statisztika PSC 60½, 13. MTK 59½, 14. KHSE Balatonalmádi 59, 15. Mat(t)ador SC 47½, 16. Ajkai Bányász 39 pont
1998–99
1. Miskolci SSC 106½, 2. Csuti SK Zalaegerszeg 91, 3. Honvéd Aurora SE 88, 4. Elektromos SE 84, 5. Postás-Matáv SE 82, 6. Nagykanizsai Tungsram 79½, 7. Atomerőmű SE 73½, 8. Sárospataki Elektromos 73, 9. Statisztika PSC 64½, 10. Haladás VSE 63½, 11. Kelet-Balatoni SE 56½, 12. Mat(t)ador SC 37, 13. Ajkai Bányász 12 pont, az MTK visszalépett
1999–2000
1. Miskolci SSC 86, 2. Honvéd Aurora SE 83, 3. Nagykanizsai Tungsram 81½, 4. Csuti SK Zalaegerszeg 80, 5. Postás-Matáv SE 68, 6. Statisztika PSC 68, 7. Atomerőmű SE 58, 8. Hajdúböszörményi SE 55, 9. Haladás VSE 54½, 10. Sárospataki Elektromos 53½, 11. Dozso SE Pécs 52½, 12. Mat(t)ador SC 50 (2 pont levonva) pont
2000–01
1. Miskolci SSC 89, 2. Csuti SK Zalaegerszeg 80, 3. Nagykanizsai Tungsram 79½, 4. Postás-Matáv SE 75, 5. Atomerőmű SE 72, 6. Honvéd Aurora SE 68½, 7. Statisztika PSC 65½, 8. Haladás VSE 63½, 9. Hajdúböszörményi SE 58, 10. Sárospataki Elektromos 55½, 11. Vasas SC 50½, 12. Pénzügyőr SE 35 pont
2001–02
1. Csuti SK Zalaegerszeg 84, 2. Nagykanizsai Tungsram 82½, 3. Miskolci SSC 78½, 4. Atomerőmű SE 78½, 5. Postás-Matáv SE 77, 6. Statisztika PSC 71½, 7. Haladás VSE 70, 8. Hajdúböszörményi SE 62½, 9. Honvéd Aurora SE 61½, 10. Vasas SC 48, 11. Makói SVSE 40, 12. Vízügyi SC 38 pont
2002–03
1. Csuti SK Zalaegerszeg 90, 2. Atomerőmű SE 85, 3. Nagykanizsai Tungsram 82, 4. Miskolci SSC 77, 5. Honvéd Aurora SE 74½, 6. Statisztika PSC 71½, 7. Haladás VSE 66, 8. Hajdúböszörményi SE 60, 9. BEAC 53½, 10. Vasas SC 50½, 11. Gödöllői SBE 44½, 12. Postás-Matáv SE 37½ pont
2003–04
1. Csuti SK Zalaegerszeg 91½, 2. Nagykanizsai Tungsram 83½, 3. Atomerőmű SE 80½, 4. Miskolci SSC 80, 5. Statisztika PSC 71½, 6. Hajdúböszörményi SE 68½, 7. Honvéd Aurora SE 64½, 8. Haladás VSE 58½, 9. Makói SVSE 52½, 10. BEAC 51½, 11. Vasas SC 47½, 12. Tabáni Spartacus 42 pont
2004–05
1. Csuti SK Zalaegerszeg 91, 2. Atomerőmű SE 78½, 3. Nagykanizsai Tungsram 77½, 4. Statisztika PSC 71½, 5. Honvéd Aurora SE 68, 6. Hajdúböszörményi SE 66, 7. Piremon SE 61½, 8. Haladás VSE 58, 9. Makói SVSE 58, 10. Postás-Matáv SE 56, 11. BEAC 55½, 12. Vasas SC 50½ pont
2005–06
1. Csuti SK Zalaegerszeg 86, 2. Nagykanizsai Tungsram 85½, 3. Atomerőmű SE 79, 4. Honvéd Aurora SE 70, 5. Postás-Matáv SE-MTK 70, 6. Statisztika PSC 68, 7. Láng Vasas 62, 8. Tabáni Spartacus 57½, 9. Hajdúböszörményi SE 57, 10. Makói SVSE 56, 11. Haladás VSE 52, 12. Piremon SE 49 pont
2006–07
1. Nagykanizsai Tungsram 94, 2. Csuti SK Zalaegerszeg 92, 3. Atomerőmű SE 81, 4. Statisztika PSC 72, 5. Honvéd Aurora SE 68, 6. Haladás VSE 67½, 7. Postás-Matáv SE-MTK 61½, 8. Makói SVSE 54, 9. BEAC 52, 10. Edelényi VSE 51½, 11. Vasas SC 50, 12. Tabáni Spartacus 48½ pont
2007–08
1. Csuti SK Zalaegerszeg 91, 2. Nagykanizsai Tungsram 90½, 3. Atomerőmű SE 73½, 4. Haladás VSE 66, 5. Kazincbarcikai VSC 62½, 6. MTK 62, 7. Makói SVSE 61½, 8. Statisztika PSC-Mátyásföldi LTC 60½, 9. KSE Decs 59½, 10. BEAC 58, 11. Honvéd Aurora SE 57, 12. Vasas SC 50 pont
2008–09
1. Nagykanizsai Tungsram 97, 2. Csuti SK Zalaegerszeg 83½, 3. Atomerőmű SE 76½, 4. Haladás VSE 68½, 5. BEAC 62, 6. Makói SVSE 60½, 7. Pénzügyőr SE 59½, 8. Mátyásföldi LTC 59, 9. Kazincbarcikai VSC 58, 10. KSE Decs 57, 11. MTK 57, 12. Tabáni Spartacus 53½ pont
2009–10
1. Nagykanizsai Tungsram 96½, 2. Csuti SK Zalaegerszeg 86½, 3. Atomerőmű SE 82, 4. Makói SVSE 68, 5. Pénzügyőr SE 67½, 6. Mátyásföldi LTC 65½, 7. KSE Decs 65, 8. Haladás VSE 60½, 9. Honvéd Aurora SE 60, 10. Kazincbarcikai VSC 47½, 11. Dunaharaszti MTK 46½, 12. BEAC 46½ pont
2010–11
1. Nagykanizsai Tungsram 97½, 2. Atomerőmű SE 86, 3. Haladás VSE 76, 4. Csuti SK Zalaegerszeg 72, 5. KSE Decs 70, 6. Pénzügyőr SE 69, 7. Mátyásföldi LTC 69, 8. Honvéd Aurora SE 61½ (1 pont levonva), 9. Makói SVSE 60, 10. Kazincbarcikai VSC 52½, 11. Vasas SC 40, 12. Tabáni Spartacus-Vízművek 37½ pont
2011–12
1. Nagykanizsai Tungsram 95, 2. Atomerőmű SE 89, 3. Haladás VSE 85, 4. Mátyásföldi LTC 75, 5. KSE Decs 74½, 6. Pénzügyőr SE 67½, 7. Csuti SK Zalaegerszeg 62½, 8. Honvéd Aurora SE 59 (1 pont levonva), 9. Makói SVSE 56, 10. Tóth László SE Kecskemét 49, 11. Komáromi VSKSE 39½ (4 pont levonva), 12. Vasas SC 33 (2 pont levonva) pont
2012–13
1. Nagykanizsai Tungsram 71½, 2. Atomerőmű SE 65, 3. Haladás VSE 57½, 4. Makói SVSE 56½, 5. Pénzügyőr SE 56, 6. Mátyásföldi LTC 53½, 7. KSE Decs 48, 8. Dunaharaszti MTK 46½, 9. Tóth László SE Kecskemét 44½, 10. BEAC 41 pont
2013–14
1. Nagykanizsai Tungsram 74, 2. Atomerőmű SE 63, 3. Pénzügyőr SE 59½, 4. Budapesti Titánok 56½, 5. Mátyásföldi LTC 55½, 6. Dunaharaszti MTK 53, 7. Haladás VSE 52, 8. Makói SVSE 50, 9. Csuti SK Zalaegerszeg 49, 10. KSE Decs 22½ (5 pont levonva) pont
2014–15
1. Nagykanizsai Tungsram 80, 2. Atomerőmű SE 70½, 3. Haladás VSE 58½, 4. Mátyásföldi LTC 58, 5. Budapesti Titánok 56, 6. Pénzügyőr SE 55, 7. Dunaharaszti MTK 53½ (1 pont levonva), 8. Makói SVSE 52½, 9. Hűvösvölgyi Sakkiskola SC 30, 10. Szigetszentmiklósi SE 25 pont
2015–16
1. Nagykanizsai Tungsram 80½, 2. Atomerőmű SE 69, 3. Haladás VSE 58½, 4. Budapesti Titánok 53½, 5. Csuti SK Zalaegerszeg 51, 6. Pénzügyőr SE 49½, 7. Makói SVSE 47½, 8. Kőbánya SC 45½, 9. Dunaharaszti MTK 44½, 10. Hűvösvölgyi Sakkiskola SC 40½ pont
2016–17
1. Nagykanizsai Tungsram 74, 2. Diósgyőri VTK 65½, 3. Atomerőmű SE 60½, 4. Pénzügyőr SE 51½, 5. Kőbánya SC 51, 6. Makói SVSE 49½, 7. Dunaharaszti MTK 49½, 8. Haladás VSE 48½, 9. Csuti SK Zalaegerszeg 45½, 10. HASE-Lila Futó 44½ pont
2017–18
1. Nagykanizsai Tungsram 16, 2. Diósgyőri VTK 16, 3. Atomerőmű SE 16, 4. Kőbánya SC 9, 5. Makói SVSE 8, 6. Haladás VSE 7, 7. Pénzügyőr SE 7, 8. Dunaharaszti MTK 5, 9. Hűvösvölgyi Sakkiskola SC 5, 10. MTK Budapest 1 pont
2018–19
1. Nagykanizsai Tungsram 16, 2. Diósgyőri VTK 16, 3. Atomerőmű SE 15, 4. Kőbánya SC 10, 5. Dunaharaszti MTK 9, 6. Haladás VSE 8, 7. Pénzügyőr SE 8, 8. Makói SVSE 5, 9. Csuti SK Zalaegerszeg 3, 10. Maróczy SE 0 pont
2019–20
1. Nagykanizsai Tungsram 73, 2. Haladás VSE 61, 3. Atomerőmű SE 61, 4. Diósgyőri VTK 57, 5. Pénzügyőr SE 55½, 6. Kőbánya SC 55, 7. Dunaharaszti MTK 49½, 8. Makói SVSE 48, 9. MTK Budapest 45, 10. Maróczy SE 34 pont
2021–22
1. Nagykanizsai SK (volt Nagykanizsai Tungsram) 71, 2. Kőbánya SC 54½, 3. Ajka Bányász 53½, 4. Atomerőmű SE 51½, 5. Haladás VSE 50½, 6. Dunaharaszti MTK 50, 7. Viadukt Biatorbágy 41½, 8. Makói SVSE 34, 9. Maróczy SE 24½ pont (1 pont levonva), a Pénzügyőr SE visszalépett
2022–23
1. Nagykanizsai SK 79½, 2. Atomerőmű SE 68½, 3. Ajka Bányász 66½, 4. Kőbánya SC 62½, 5. Haladás VSE 56, 6. Dunaharaszti MTK 54, 7. Makói SVSE 49½, 8. Viadukt Biatorbágy 40½, 9. MTK Budapest 39½, 10. Dr. Hetényi Géza SK 23½ pont
2023–24
1. Nagykanizsai SK 66, 2. Ajka Bányász 62, 3. Atomerőmű SE 58½, 4. Kőbánya SC 48, 5. Haladás VSE 45, 6. Viadukt Biatorbágy 44½, 7. Dunaharaszti MTK 41½, 8. Makói SVSE 39½, 9. Kékesi SE 31, 10. Tapolca VVSE 14 pont
2024–25
1. Nagykanizsai SK 66½, 2. Ajka Bányász 61½, 3. Atomerőmű SE 58, 4. Kőbánya SC 44, 5. Haladás VSE 43½, 6. Viadukt Biatorbágy 42½, 7. MTK Budapest 42, 8. Makói SVSE 35, 9. Maróczy SE 32½, 10. Kékesi SE 24½ pont

### Női bajnokság
1980
1. MTK-VM 21½, 2. Bp. Spartacus 21, 3. Utasellátó SC 18½, 4. Statisztika PSC 18, 5. Volán SC 15, 6. Zalaegerszegi TE 14, 7. Vasas SC 14, 8. BÁCSÉP SC 13½, 9. Bp. Honvéd 13½, 10. Honvéd Mereszjev SE 9½, 11. BVSC 9½, 12. BEAC 5½, 13. Miskolci MEDIKOR 4½, 14. KGM Vasas 2½ pont
1981
1. MTK-VM 21, 2. Volán SC 18½, 3. Bp. Spartacus 17½, 4. Bp. Honvéd 16, 5. BÁCSÉP SC 14½, 6. Utasellátó SC 14½, 7. Statisztika PSC 14, 8. Honvéd Mereszjev SE 13, 9. Zalaegerszegi TE 12, 10. Pécsi MSC 8½, 11. KGM Vasas 8½, 12. Debreceni USE 8½, 13. Vasas SC 8½, 14. Veszprémi Volán 7 pont
1982
1. Volán SC 20, 2. Bp. Spartacus 19, 3. MTK-VM 19, 4. DUTÉP SC (volt BÁCSÉP SC) 15½, 5. Volán SC II. 14½, 6. Honvéd Mereszjev SE 14½, 7. Statisztika PSC 13½, 8. Bp. Honvéd 11, 9. Zalaegerszegi TE 11, 10. Utasellátó SC 11, 11. Debreceni USE 10½, 12. Vasas SC 9, 13. Bp. Vasas Izzó 9, 14. Miskolci MEDIKOR 4½ pont
1983
1. MTK-VM 20½, 2. Bp. Spartacus 20, 3. Tungsram SC (volt Bp. Vasas Izzó) 16½, 4. DUTÉP SC és Volán SC és Utasellátó SC 16, 7. Honvéd Mereszjev SE és Vasas SC 12, 9. Statisztika PSC és Törekvés SE 11½, 11. Zalaegerszegi TE 10, 12. Bp. Honvéd 8, 13. Péti MTE 6½, 14. Vasútépítő Törekvés 5½ pont
1984
1. Zalaegerszegi TE 21, 2. MTK-VM 20, 3. DUTÉP SC 17, 4. Törekvés SE 15, 5. Bp. Spartacus 14½, 6. Utasellátó SC 14, 7. Statisztika PSC 14, 8. Vasas SC 12½, 9. Bp. Honvéd 12, 10. Péti MTE 11½, 11. Volán SC 11, 12. Honvéd Mereszjev SE 11, 13. Debreceni USE 7, 14. Szolnoki Mezőgép SE 1½ pont
1985
1. Zalaegerszegi TE 18½, 2. Bp. Honvéd 17½, 3. Vasas SC 17½, 4. Törekvés SE 16½, 5. MTK-VM 16½, 6. DUTÉP SC 16, 7. Utasellátó SC 16, 8. Volán SC 14½, 9. Bp. Spartacus 12½, 10. Statisztika PSC 12, 11. Honvéd Mereszjev SE 10, 12. Vasútépítő Törekvés 8, 13. Péti MTE 7, 14. Szolnoki Mezőgép SE ½ pont
1986
1. MTK-VM 19, 2. Törekvés SE 17, 3. DUTÉP SC 15½, 4. Zalaegerszegi TE 15½, 5. Utasellátó SC 15, 6. Volán SC 14, 7. Vasas SC 13½, 8. Honvéd Mereszjev SE 13½, 9. Bp. Spartacus 13½, 10. Bp. Honvéd 13, 11. Statisztika PSC 12, 12. Péti MTE 10, 13. MÉM SK 8½, 14. Szolnoki Mezőgép SE 2 pont
1987
1. MTK-VM 18½, 2. Csuti SK Zalaegerszeg (volt Zalaegerszegi TE) 17, 3. Vasas SC 17, 4. DUTÉP SC 17, 5. Honvéd Mereszjev SE 15, 6. Utasellátó SC 15, 7. Törekvés SE 13½, 8. Bp. Honvéd 13, 9. Bp. Spartacus 12½, 10. Statisztika PSC 11, 11. MÉM SK 9½, 12. Debreceni USE 9½, 13. Szolnoki Mezőgép SE 7, 14. Péti MTE 6½ pont
1988
1. Csuti SK Zalaegerszeg 20, 2. MTK-VM 18, 3. DUTÉP SC 16, 4. Honvéd Mereszjev SE 14½, 5. MÉM SK 14, 6. Bp. Honvéd 14, 7. Vasas SC 13, 8. Bp. Spartacus 13, 9. Borsodtávhő SC 13, 10. Törekvés SE 12, 11. Statisztika PSC 12, 12. Szolnoki Mezőgép SE 9½, 13. Debreceni USE 9, 14. BEAC 4 pont
1989
1. MTK-VM 17½, 2. DUTÉP SC 17, 3. Csuti SK Zalaegerszeg 17, 4. Vasas SC 14, 5. Borsodtávhő SC 13½, 6. Törekvés SE 13½, 7. Bp. Spartacus 12½, 8. Honvéd Mereszjev SE 12, 9. Statisztika PSC 11½, 10. Bp. Honvéd 10, 11. Külker-MÉM SK 7½, 12. Debreceni VSC 6½, 13. Szolnoki Mezőgép SE 3½ pont
1990
1. MTK-VM 21, 2. Csuti SK Zalaegerszeg 17½, 3. Borsodtávhő SC 16½, 4. Törekvés SE 15½, 5. BEAC 13½, 6. Statisztika PSC 13, 7. Tapolcai Honvéd (volt Honvéd Mereszjev SE) 12½, 8. DUTÉP SC 12, 9. MAFC 10, 10. Külker-MÉM SK 8, 11. Bp. Spartacus 7½, 12. Haladás VSE 5, 13. Barnevál SE Debrecen 4 pont
1991
1. MTK (volt MTK-VM) 10½, 2. Törekvés SE 9½, 3. Csuti SK Zalaegerszeg 9½, 4. Bp. Spartacus 8, 5. Statisztika PSC 7½, 6. Vasas SC 5½ pont
1991–92
1. Vasas SC 8½, 2. Statisztika PSC 8½, 3. Csuti SK Zalaegerszeg 8, 4. Videoton SC 7½, 5. DUTÉP SC 7, 6. MTK 7 pont